# Acacià
Els acacians o arrians purs foren una tendència de l'arrianisme, sorgida de la seva divisió en el concili de Selèucia el 359.Van ser coneguts també com a homeanis.
Els seguidors de Macedoni I, patriarca de Constantinoble, que s'havia fet odiós als arrians pels seus crims, es van distingir al capdavant de la tendència religiosa anomenada dels semiarrians, de la qual Macedoni va arribar a ser el principal dirigent (aquesta tendència admetia la semblança del Pare i el Fill). Macedoni es va acostar a les doctrines catòliques, i va evolucionar cap a una acceptació de la igualtat entre Pare i Fill; per contra els arrians purs, dirigits per Acaci de Cesarea el Borni o el Guertxo van mantenir la diferència i van aconseguir finalment la caiguda de Macedoni (360).
Macedoni no obstant es va allunyar també dels catòlics al negar la divinitat de l'Esperit Sant, mentre que Acaci es va acostar progressivament al semiarrianisme (sense assimilar-se a ells) constituint l'heretgia dels acacians o acacienses, diluïda després de la seva mort vers el 365.
Els semiarrians consideraven el Fill com ὁμοιούσιος, "homoiousios"), és a dir, de la mateixa substància que el Pare, mentre que els seus opositors, els arrians purs o acacians, el consideraven ἀνόμοιος, "anomoios", és a dir, de diferents substàncies. En temps de Valent, els acacians van tornar a ser coneguts simplement com a arrians.